# Sarah Viktoria Frick

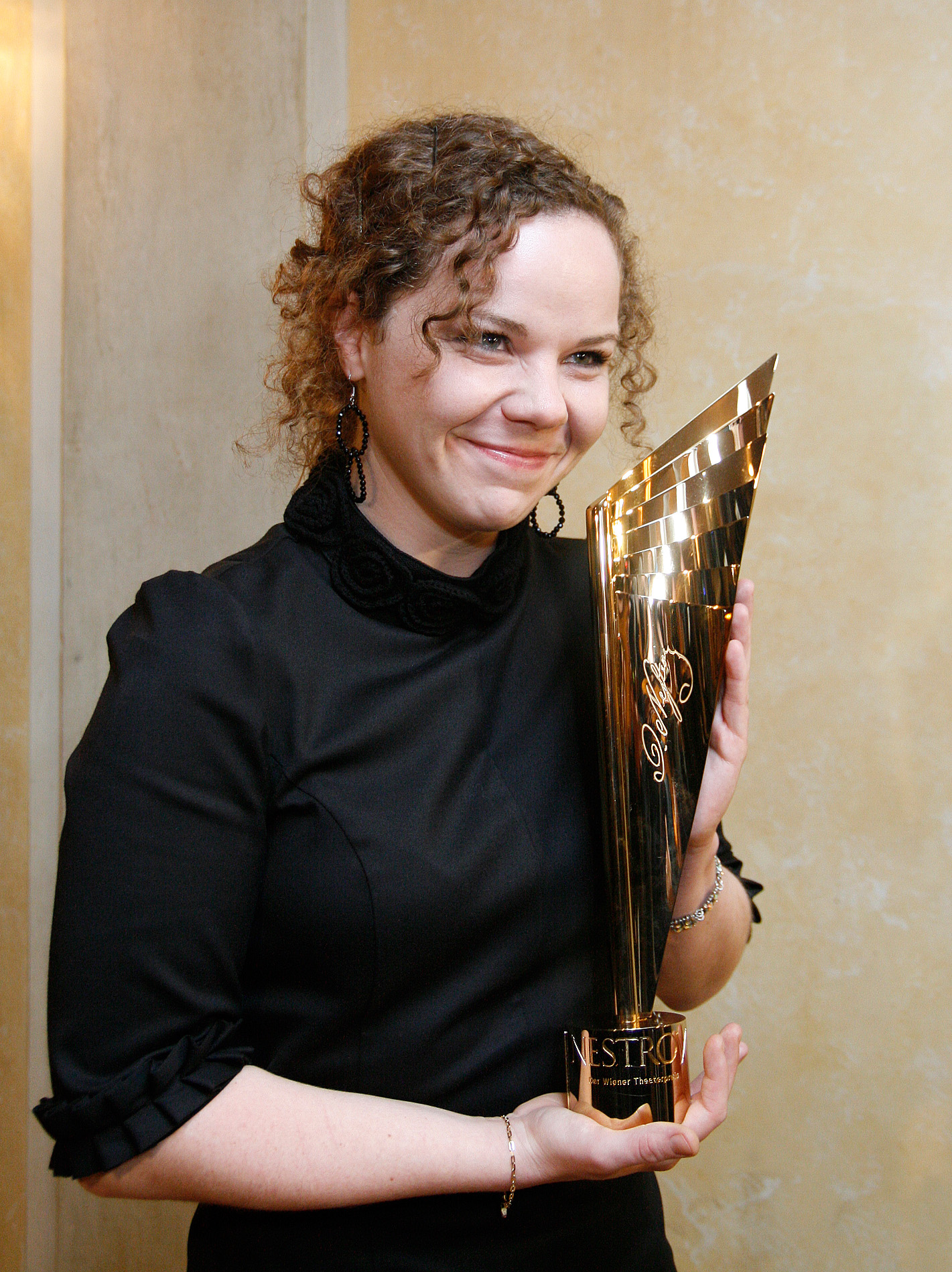
Sarah Viktoria Frick mit dem gewonnenen Nestroy-Theaterpreis als beste Nachwuchsschauspielerin (2010)

Sarah Viktoria Frick (* 28. Juli 1982 in Chur) ist eine schweizerisch-liechtensteinische Schauspielerin. Einen Namen machte sie sich vor allem durch ihre mehrjährige Zusammenarbeit mit dem deutschen Theaterregisseur David Bösch. Seit 2009 ist sie Ensemblemitglied des Wiener Burgtheaters.

## Biografie
Die Tochter eines technischen Zeichners wuchs in einer kleinen Ortschaft mit drei älteren Geschwistern auf, die alle künstlerische Berufe ergriffen. Sarah Viktoria Frick hatte ursprünglich geplant, Hebamme zu werden, später Maurerin. Nachdem sie das Gymnasium im Alter von 16 Jahren abgebrochen hatte, arbeitete sie einen Sommer lang auf einer Rinderalm. Durch Besuche von Laientheateraufführungen lokaler Vereine, in denen u. a. ihre Schwester mitgewirkt hatte, fand Frick Gefallen an der Schauspielerei und bewarb sich bei den umliegenden Schauspielschulen in Bern, Zürich und München. Mit 17 Jahren gelangte sie beim Vorsprechen der Münchner Otto-Falckenberg-Schule bis in die Endrunde, wo sie jedoch als zu jung abgelehnt wurde. Bald darauf wurde Frick an der Hochschule für Musik und Theater Zürich angenommen, wo sie von 2000 bis 2004 studierte.
Während ihrer Schauspielausbildung in Zürich lernte Frick David Bösch kennen, der an derselben Hochschule sein Regiestudium absolvierte. Bösch besetzte sie mit mehreren Kommilitonen in seiner freien Büchner-Variante Leonce und Lena – a better day. Für die weibliche Hauptrolle der Lena gewann Frick den Darstellerpreis auf dem Treffen deutschsprachiger Schauspielstudierender in Graz 2003. Im selben Jahr beendete sie ihre Schauspielausbildung mit dem Diplom und wurde mit dem Förderpreis der Theaterhochschule von Zürich, dem Oprecht-Preis, ausgezeichnet. Daraufhin folgten Gastengagements am Theater am Neumarkt Zürich (als Andreja in Biljana Srbljanovićs Familiengeschichte Belgrad) und am Stadttheater Bern, wo Frick u. a. als Mitzi in Franz Xaver Kroetz’ Der Drang erneut unter der Regie David Böschs agierte.
2005 folgte die Schauspielerin David Bösch als festes Ensemblemitglied ans Schauspiel Essen, wo sie auch auf die früheren Studienkollegen und Bösch-Darsteller Lukas Graser und Nicola Mastroberardino traf. Mit dem Regisseur teile Frick laut eigenen Angaben den gleichen Humor und eine ähnliche Fantasie im Spiel mit den Geschichten, die man erzählen wolle. Sie avancierte in der Folge zur Muse Böschs, der sie in mehr als ein Dutzend Theaterstücken besetzte. Frick gilt als improvisationsfreudig, ihr Spiel als körperlich und modern. Gleichzeitig entwickelte sie in Essen eine Vorliebe für widerspenstige Figuren bzw. radikale Außenseiter („Die Figuren müssen schon eine kleine Störung haben, damit ich sie richtig gern habe“). Erfolg war Frick bereits in Böschs Antrittsinszenierung in Essen beschieden. In dessen Version von William Shakespeares Ein Sommernachtstraum (2005) stellte sie den Puck als trotzigen Teenager und Horrorfilm-Fan dar, was ihr den Nachwuchsdarstellerpreis der nordrhein-westfälischen Kritiker einbrachte. Böschs Version von Ferenc Molnárs Liliom (2007), in der sie die Julie gab, wurde im Jahr darauf zur besten Inszenierung in Nordrhein-Westfalen gekürt. Ferner interpretierte sie Heinrich von Kleists Das Käthchen von Heilbronn (2006) als moderne Stalkerin, die Antigone von Sophokles (2008) als pubertäre Amokläuferin.
2009 wechselte Frick als Ensemblemitglied an das Wiener Burgtheater und wurde in der Folgezeit von der österreichischen Tageszeitung Die Presse als interessantester Neuzugang von Intendant Matthias Hartmann bewertet. Bereits ihr Einstand mit verschiedenen Rollen in Dea Lohers Adam Geist (2009), erneut unter der Regie von David Bösch, brachte ihr den Nestroy-Theaterpreis als beste Nachwuchsschauspielerin ein. In der Spielzeit 2010/11 folgten u. a. die Titelrolle in Bertolt Brechts Die heilige Johanna der Schlachthöfe (Regie: Michael Thalheimer) sowie die Beppi in Franz Xaver Kroetz’ Stallerhof (Regie: David Bösch). Letztgenannte Rolle, vom Standard als „großes Kunststück“ gelobt, brachte ihr 2011 den Nestroy-Theaterpreis als beste Schauspielerin ein.
2013 und 2014 stand Sarah Viktoria Frick als Gute Werke in der Jedermann-Inszenierung bei den Salzburger Festspielen auf der Bühne. Im Jahr 2023 spielte sie wiederum an den Salzburger Festspielen, diesmal in den Rollen Gott und Teufel.
Sarah Viktoria Frick ist Mutter eines Kindes, dessen Patenonkel David Bösch ist. Parallel zu ihrer Theaterarbeit übernahm sie Rollen in den Schweizer Filmproduktionen Lago mio (2005) und Das Geheimnis von Murk (2008).

## Theater (Auswahl)
Burgtheater
- 2009: Adam Geist von Dea Loher (das Mädchen) – Regie: David Bösch
- 2009: Eine Familie von Tracy Letts (Jean Fordham) – Regie: Alvis Hermanis
- 2010: Nur Nachts von Sibylle Berg (Geist 1) – Regie: Niklaus Helbling
- 2010: Die heilige Johanna der Schlachthöfe von Bertolt Brecht (Johanna Dark) – Regie: Michael Thalheimer
- 2010: Stallerhof von Franz Xaver Kroetz (Beppi) – Regie: David Bösch
- 2011: Der Boxer oder Die zweite Luft des Hans Orsolics von Franzobel (Puck) – Regie: Niklaus Helbling
- 2012: Onkel Wanja von Anton Tschechow (Sofja Alexandrowna) – Regie: Matthias Hartmann
- 2012: räuber.schuldengenital von Ewald Palmetshofer (Petra) – Regie: Stephan Kimmig
- 2013: Der Talisman von Johann Nestroy (Salome Pockerl) – Regie: David Bösch
- 2013: Mutter Courage und ihre Kinder von Bertolt Brecht (Kattrin) – Regie: David Bösch
- 2014: Maria Magdalena von Friedrich Hebbel (Klara) – Regie: Michael Thalheimer
- 2015: Das Käthchen von Heilbronn oder Die Feuerprobe  von Heinrich von Kleist (Käthchen)
- 2015: Die Schutzbefohlenen von Elfriede Jelinek (ohne Rollenbezeichnung)
- 2017: Die Orestie von Aischylos (Elektra)
- 2017: Ein Sommernachtstraum von William Shakespeare (Hermia)
- 2019: Die Ratten von Gerhart Hauptmann (Pauline Piperkarcka)
- 2021: Fräulein Julie von August Strindberg (Christine)
- 2021: Geschichten aus dem Wiener Wald von Ödön von Horváth (Marianne) – Regie: Johan Simons
- 2023: Die gefesselte Phantasie von Ferdinand Raimund (Vipria) – Regie: Herbert Fritsch
- 2024: Orpheus steigt herab von Tennessee Williams (Vee) – Regie: Martin Kušej

Salzburger Festspiele
- 2013/2014: Jedermann von Hugo von Hofmannsthal (Gute Werke) – Regie: Brian Mertes und Julian Crouch
- 2023: Jedermann von Hugo von Hofmannsthal (Gott, Teufel) – Regie: Michael Sturminger

## Filmografie
- 2005: Lago Mio (Fernsehfilm)
- 2013: Jedermann (Fernsehfilm)
- 2015: Jack
- 2017: Magical Mystery oder: Die Rückkehr des Karl Schmidt
- 2018: Zauberer
- 2018: 100 Dinge
- 2019: M – Eine Stadt sucht einen Mörder (Fernsehserie)
- 2020: Jagdzeit (Spielfilm)
- 2020: Tatort: Der letzte Schrey
- 2020: Wiener Stimmung (Fernsehserie)
- 2021: Ich und die Anderen (Fernsehserie)
- 2021: Kaiserschmarrndrama
- 2024: Söder (Kurzspielfilm)
- 2024: Tatort: Von Affen und Menschen
- 2025: Drunter und Drüber – Chaos auf dem Friedhof (Fernsehserie)

## Hörspiele
- 2014: Thobias Lambrecht, Franziska Müller: Die Napoleon Bonapartefrau – Regie: Johannes Mayr (Hörspiel – SRF)

## Auszeichnungen
- 2003: Darstellerpreis beim Schauspielschultreffen in Graz (Leonce und Lena – a better day)
- 2003: Zürcher Oprecht-Preis für Jungschauspieler (gemeinsam mit Rula Badeen)
- 2006: Beste Nachwuchsschauspielerin Nordrhein-Westfalens in der Umfrage von Welt am Sonntag (Ein Sommernachtstraum)
- 2010: Nestroy-Theaterpreis als beste Nachwuchsschauspielerin (Adam Geist)
- 2011: Nestroy-Theaterpreis als beste Schauspielerin (Stallerhof)
- 2021: Josef Gabriel von Rheinberger-Preis[16]
- 2022: Deutscher Schauspielpreis in der Kategorie Starker Auftritt (Kaiserschmarrndrama)
- 2022: Nestroy-Theaterpreis als beste Schauspielerin (Adern)[17]